# 아바타

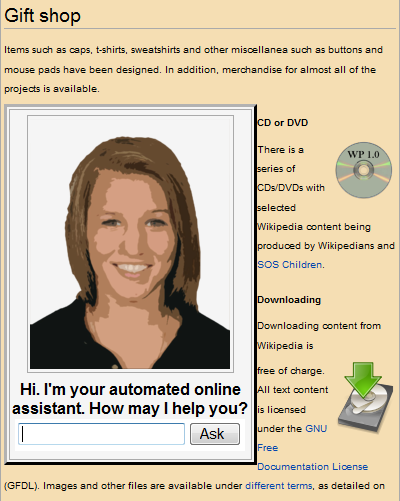
한 웹 페이지의 고객 서비스를 제공하는 AOS(Automated online assistant) 기능에 쓰이는 아바타.

아바타(avatar)는 컴퓨터 사용자 스스로를 묘사한 것으로 컴퓨터 게임에서는 2/3차원 모형 형태로 인터넷 포럼과 기타 커뮤니티에서는 2차원 아이콘 (그림)으로, 머드 게임과 같은 초기 시스템에서는 문자열 구조로 쓰인다. 다시 말해, 사용자가 스스로의 모습을 부여한 물체라고 할 수 있다.

## 어원
아바타의 어원은 힌두교에서 지상 세계로 강림한 신의 육체적 형태를 뜻하는 산스크리트어 낱말 "아바타라(अवतार)"이며, ‘아바타’라는 말은 1992년 닐 스티븐슨 (Neal Stephenson)이 쓴 과학 소설《스노우 크래시》에서 메타버스 (Metaverse)란 가상 세계의 형체를 뜻하는 말로 처음 쓰였다.

## 같이 보기
- 섬네일
- 아이콘
- 아바타라
- 프로테우스 효과(Proteus effect)
- 플레이어 캐릭터